# Cervantes (gwiazda)
Cervantes (Mi Arae, μ Ara) – gwiazda w gwiazdozbiorze Ołtarza, oddalona o około 51 lat świetlnych od Słońca. Gwiazda ta ma układ planetarny, w którym dotychczas odkryto cztery planety. Najbliższa gwieździe planeta była pierwszym z odkrytych „gorących neptunów”.

## Nazwa
Nazwa własna gwiazdy, Cervantes, nie jest nazwą tradycyjną, lecz została wyłoniona w publicznym konkursie w 2015 roku. Upamiętnia ona Miguela de Cervantesa, hiszpańskiego pisarza okresu renesansu. Nazwę tę, jak również nazwy planet wywodzące się z najsłynniejszej powieści pisarza, Don Kichot, zaproponowali pracownicy Planetario de Pamplona (Hiszpania).

## Charakterystyka obserwacyjna

Położenie w gwiazdozbiorze

Według pomiarów dokonanych przez sondę astrometryczną Gaia, Mi Arae ma paralaksę 0,064 sekundy kątowej, co odpowiada odległości 15,6 parseka. Widziana z Ziemi ma wielkość +5,15m i jest słabo widoczna okiem nieuzbrojonym.

## Charakterystyka fizyczna
Mi Arae to gwiazda o widmie podobnym do słonecznego, należąca do typu widmowego G3. Jest to już podolbrzym lub jeszcze gwiazda ciągu głównego. Ma temperaturę około 5700 K, a jej jasność jest o 70% większa od jasności Słońca. Jej promień jest równy około 1,2 promienia Słońca, ma ona o około 8% większą masę. Jest bogatsza od Słońca w tzw. metale (pierwiastki cięższe niż hel), ma prawie dwukrotnie więcej żelaza niż Słońce. Na podstawie niskiego poziomu aktywności chromosferycznej ocenia się, że Mi Arae ma około 6,41 miliarda lat, więcej niż Słońce, i opuszcza lub opuściła już ciąg główny ewolucji gwiazd.

## Układ planetarny

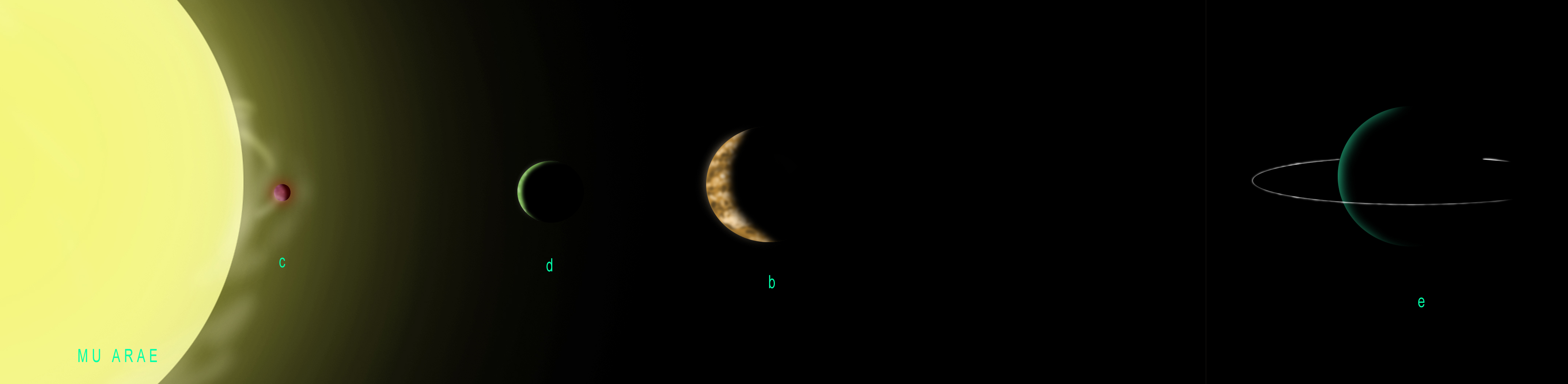
Wyobrażenie planet systemu

W latach 2000–2006 odkryto cztery planety pozasłoneczne krążące wokół Mi Arae. Trzy z nich mają duże masy i prawdopodobnie są gazowymi olbrzymami. Najbliższa gwieździe planeta ma masę porównywalną z masą Urana i może być małą planetą gazową, tzw. gorącym neptunem, bądź dużą planetą skalistą.

### Badania
W 2000 zespół wykorzystujący Teleskop Angielsko-Australijski ogłosił odkrycie planety-olbrzyma o masie 1,67 MJ, krążącej wokół tej gwiazdy w odległości półtora raza większej niż Ziemia (1,5 au). Planeta ta, oznaczona Mi Arae b (później nazwana Quijote), krąży wokół giazdy po ekscentrycznej orbicie. Odkrycia dokonano przez analizę zmian prędkości radialnej mierzonej przez obserwację efektu Dopplera w widmie gwiazdy. Zmiany te są efektem przyciągania gwiazdy przez planetę.
Dalsze obserwacje wskazały sygnał, mogący świadczyć o obecności drugiego obiektu planetarnego w tym systemie (obecnie oznaczonej Mi Arae e i nazwanej Sancho); wykrycie z 2002 roku zostało wsparte lepszymi danymi w 2004 roku. W tym czasie parametry orbity nie były dobrze wyznaczone i wydawało się, że planeta ta ma okres obiegu około 8,2 lat i dużą ekscentryczność.
Później w 2004 ogłoszono odkrycie małej wewnętrznej planety (Mi Arae c, później nazwanej Dulcinea) o masie porównywalnej z masą Urana, lecz o dziewięciodniowym okresie obiegu. Była to pierwsza znana planeta z klasy „gorących neptunów”, w momencie odkrycia była najmniej masywną znaną planetą pozasłoneczną. Odkrycia dokonano przez precyzyjne pomiary prędkości radialnej za pomocą spektrografu HARPS (High Accuracy Radial Velocity Planet Searcher).
W 2006 dwa zespoły: jeden prowadzony przez Krzysztofa Goździewskiego, drugi – przez Francesco Pepe, niezależnie opublikowały modele wyjaśniające wyniki pomiarów prędkości kątowej Mi Arae. Modele te zakładały istnienie 4 planet, w tym nowej planety (Mi Arae d, później nazwanej Rocinante) o okresie obiegu ok. 310 dni, na niemal kołowej orbicie. Elementy orbitalne poprzednio odkrytych planet są w tych modelach lepiej wyznaczone, mają one mniej ekscentryczne orbity, niż wcześniej zakładano. Odkrycie czwartej planety uczyniło z Mi Arae drugi ze znanych układów planetarnych złożonych z czterech planet, po gwieździe 55 Cancri (Copernicus).

### Struktura
Układ Mi Arae tworzą trzy planety-olbrzymy na szerokich orbitach o małym mimośrodzie i mniejsza planeta na bardzo ciasnej orbicie. We wcześniej poznanych pozasłonecznych układach planetarnych planety o długim okresie obiegu odkrywano raczej na ekscentrycznych orbitach. Wewnętrzna planeta raczej nie jest jądrem gazowego olbrzyma obdartego z zewnętrznych warstw atmosfery przez promieniowanie gwiazdy, gdyż już w 2004 roku były znane masywniejsze planety krążące bliżej gwiazd. Prawdopodobnie nie zmieniła znacząco orbity od powstania i uformowała się w wewnętrznych rejonach systemu.
Okresy obiegów wewnętrznych gazowych olbrzymów d i b (Rocinante i Quijote) są bliskie rezonansu orbitalnego 2:1, przez co silnie ze sobą oddziałują. Model najlepiej odpowiadający danym obserwacyjnym jest niestabilny w czasie krótszym niż okres istnienia systemu, ale istnieją też stabilne rozwiązania. Planeta Mi Arae b nie pozwala na utrzymanie się planety typu ziemskiego na stabilnej orbicie w odległości 1,3 au, w centrum ekosfery wokół gwiazdy.